# جسر لندن (أغنية)
جسر لندن يسقط (بالإنجليزية: London Bridge Is Falling Down)‏ تعرف أيضا باسم («My Fair Lady/ سيدتي الجميلة» أو "London Bridge/ جسر لندن"). هي أغنية أطفال ولعبة غناء تقليدية إنجليزية الأصل، موجودة بإصدارات متعددة ومختلفة في أنحاء العالم. الأغنية تحكي عن سرقة جسر لندن ومحاولات إصلاحه الحقيقية والخيالية. 
يعتقد أن تاريخ الأغنية يعود إلى ألعاب القوافي والأغاني في أواخر العصور الوسطى، لكن أول تسجيل لها باللغة الإنجليزية يعود إلى القرن 17. تمت طباعة الكلمات بشكلها الحديث لأول مرة في منتصف القرن 18 وأصبحت مشهورة خاصة في بريطانيا والولايات المتحدة الأمريكية خلال القرن 19.
اللعبة تشبه ألعاب الأقواس من العصور الوسطى، لكن يبدو أنها أخذت شكلها الحديث في أواخر القرن 19 حيث أنه تم تسجيل اللحن الحديث لأول مرة في تلك الفترة. الأغنية تملك الرقم 502 في قائمة الأغاني الشعبية Roud Folk Song Index. قُدمت العديد من التفسيرات لمعنى الأغنية وهوية «السيدة الجميلة» في المقطع المكرر. هذه الأغنية هي واحدة من أشهر الأغاني في العالم ولقد استُخدمت أُشير إليها في العديد من الأعمال الأدبية والثقافية الشعبية الشهيرة.

## الكلمات
هنالك تباين ملحوظ في كلمات الأغنية ولكن المقطع الأكثر استخداما هو:
London Bridge is falling down,
Falling down, falling down
London Bridge is falling down
 My fair lady
في النسخة المقتبسة من قبل إيونا "Iona" وبيتر أوبي "Peter Opie" عام 1951 تختلف بعض الكلمات في المقطع الأول:
London Bridge is broken down
Broken down, broken down
London Bridge is broken down
 My fair lady
تتكون الأغنية من مقاطع مكونة من أربع كلمات موزونة  مكونة من مقطعين لفظيين مع التشديد على المقطع اللفظي الأول وتخفيف التشديد على المقطع الثاني، وهو أمر شائع في أغاني الأطفال.
في شكلها الأكثر شيوعا تعتمد الأغنية على التكرار المزدوج بدلا من نظام القافية والذي يستخدم كثيراً في أغاني وقصص الأطفال. بحسب قائمة الأغاني الشعبية Roud Folk Song Index والذي يصنف الأغاني الشعبية تبعا لأنواعها أُعطينت الأغنية الرقم 502.

## اللحن

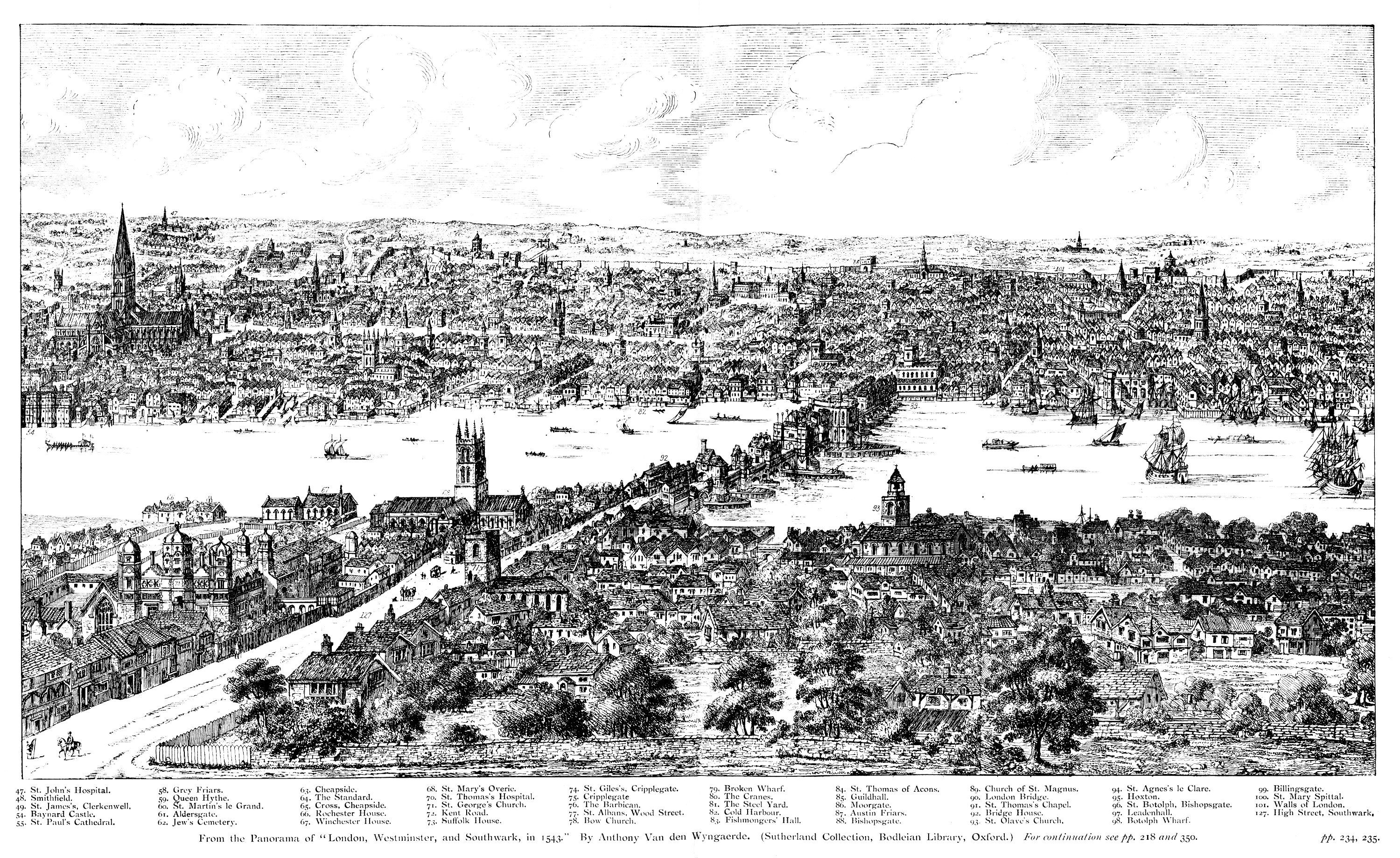
جسر لندن القديم 1543

اللحن المسجل للأغنية في نسخة جون بلايفور John Playford «سيد الرقص/ The Dancing Master» نشرت عام 1718، لكنها تختلف عن اللحن الحديث ولم يتم إضافة أي كلمات إليها. في عدد من مجلة بلاك وود Blackwood عام 1821 تمت الإشارة إلى أن الأغنية تُغنى على نفس ألحان أغنية «Nancy Dawson/ نانسي داوسون» المعروفة الآن باسم «مكسرات في مايو/ Nuts in May»، وأن نفس اللحن أُعطى لنسخة ريتشارد تومسون Richard Thomson من أغنية «Chronicles of London Bridge سجلات جسر لندن» سنة 1827 سُجلت نغمة أخرى في Juvenile Amusements لسامويل أرنولد في عام 1797. أغنية الأطفال الخاصة «برامبولت E.F. Rimbault» والتي كتبها عام1797 لها نفس السطر الأول لكن لحنها مختلف. اللحن الآن مرتبط بالنغمة التي سُجلت أول مرة في الولايات المتحدة الأمريكية عام 1879 في «أغاني وألعاب وطنية/ Illustrated National Songs and Games» الخاصة بروزوينغ Rosewig.

## اللعبة
غالباً ما تُستخدم الأغنية في ألعاب الأطفال الغنائية، وهي متواجدة بأشكال متنوعة وكثيرة مع بعض المقاطع الإضافية. معظم الإصدارات تشبه الألحان المستخدمة في أغنية «برتقال وليمون/ Oranges and Lemons». الطريقة الأكثر شيوعا للعب اللعبة هي أن يمسك إثنين من اللاعبين أيدي بعضهم البعض ويشكلوا قوساً بأيديهم وعلى الباقي المرور أسفل القوس في خط واحد اثناء غناء الكلمات، عندما تنتهي اللعبة يتم إمساك اللاعب الذي يمر أسفل القوس ويكون هو الخاسر. في أمريكا يتم عادة تشكيل فريقين من اللاعبين الخاسرين وعليهم التنافس في لعبة شد الحبل، أما في بريطانيا وحتى القرن 19 كانت الأغنية مصحوبة برقصة دائرية، ولعبة الأقواس أصبحت شائعة في أواخر العصور الوسطى في أوروبا.
خمسة من أصل تسع نسخ نشرت من قبل أليس جوم Alice Gomme عام 1894 كانت تحتوي على إشارات عن سجين سرق ساعة وسلسلة، لكن من المُعتقد أن هذه الإضافة تمت في أواخر القرن 19 من لعبة أخرى اسمها «هارك السارق/ Hark the Robbers», أو «ساعة وسلسلة/ Watch and Chain». هذه الأغنية غُنيت بنفس اللحن ومن الممكن ان تكون إحدى فروع أغنية «جسر لندن». في إحدى النسخ يحتوي البيتين الأولين على الكلمات التالية:

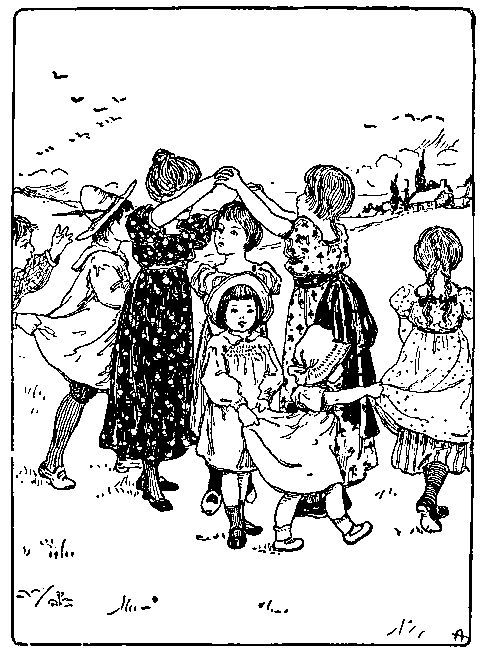
طريقة اللعب

Who has stole my watch and chain
Watch and chain, watch and chain
Who has stole my watch and chain
My fair lady
Off to prison you must go
You must go, you must go
Off to prison you must go
My fair lady

## الأصل
يمكن العثور على أغاني مشابهة في جميع أنحاء أوروبا والتي تسبق السجلات في إنجلترا. من ضمتها: "Knippelsbro Går Op og Ned" في الدينمارك، «Die Magdeburger Brück/ جسر ماجديبورغ» في ألمانيا، "pont chus" في فرنسا، "Le porte" في إيطاليا. من المرجح أن الأغنية قد اقتُبست من أحد تلك المصادر وعُدلت لتناسب أشهر جسر في إنجلترا.

واحدة من أقدم المصادر للأغنية باللغة الإنجليزية موجودة في المسرحية الكوميدية "London Chaunticleres "التي طُبعت عام 1657، والتي من المرجح أنها كُتبت عام 1636. لكن من المرجح أن المعرفة الواسعة بالأغنية كانت بسبب أستخدامها من قبل «هينري كاري Henry Carey» في قصيدته الهزلية «نامبي بامبيNamby Pamby» عام 1725:
Namby Pamby is no Clown
London Bridge is broken down
Now he courts the gay Ladee
Dancing over The Lady-Lee

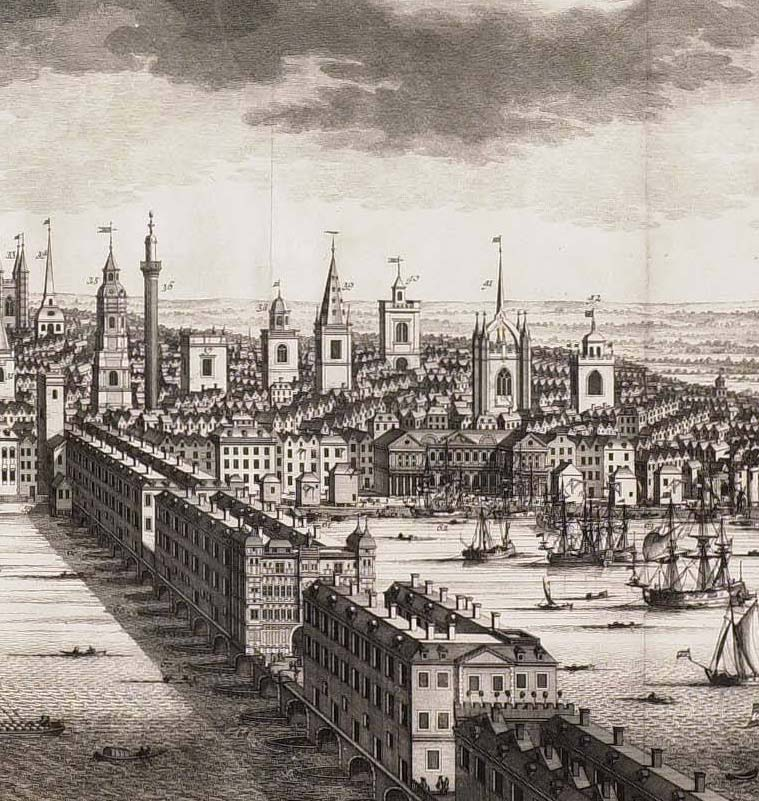
برج لندن 1710

يمكن أن تكون أقدم نسخة موجودة هي تلك التي ذكرها مراسل مجلة جينتلمان "Gentleman's Magazine" في عام 1823، والتي ادعى أنه سمعها من امرأة كانت طفلة في عهد تشارلز الثاني (حكم من 1660 إلى 1685) وكان لديها كلمات الأغنية:
London Bridge is broken down
Dance over the Lady Lea
London Bridge is broken down
With a gay lady
توجد أقدم نسخة مطبوعة باللغة الإنجليزية في أقدم مجموعة موجودة من أغاني الأطفال، والتي هي كتاب أغاني تومي ثامب Tommy Thumb الجميلة، الذي طبعه جون نيوبري John Newbery في لندن (تقريا في عام 1744)، الذي يبدأ بالنص التالي:
London Bridge
Is Broken down
Dance over my Lady Lee.

London Bridge
Is Broken down
With a gay Lady

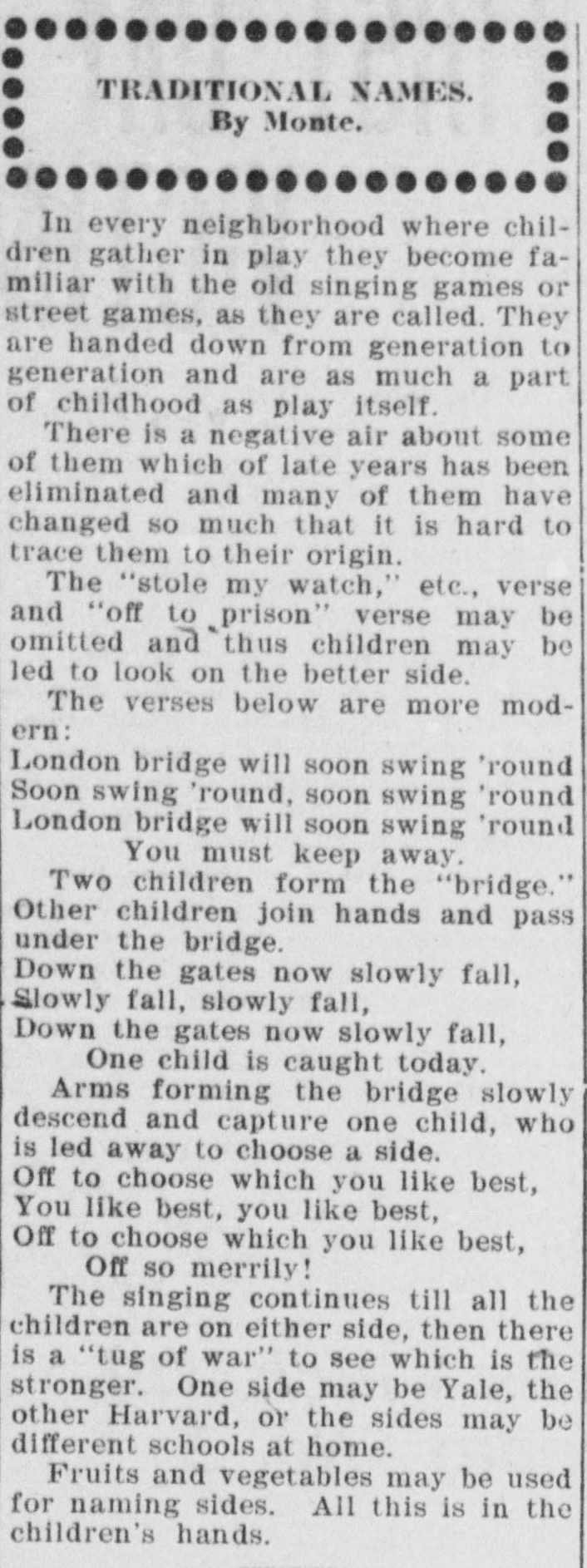
يصف هذا العمود الذي يعود لعام 1904 من Tacoma Times آيبيات مختلفة ومتنوعة والإيماءات المصاحبة لها

نسخة مشابهة لجايمس ريتسون James Ritson كتبها عام 1784 إسمها Gammer Gurton's Garland لكنها تستبدل البيت الأخير:
Build it up with stone so strong
Dance over my Lady lee
Huzza! 'twill last for ages long
With a gay lady

## المعنى
لم يتم الإتفاق على معنى محدد للأغنية، بالرغم من الإعتقاد السائد أن للأمر علاقة بالصعوبات التي واجهها الإنجليز أثناء بناء الجسر على نهر التايمز، إلا انه هنالك العديد من التفسيرات البديلة

### تفسير هجوم الفايكنغ

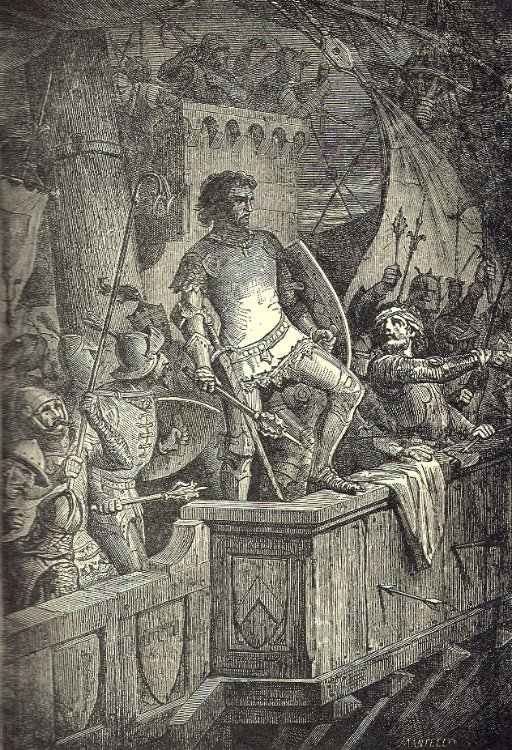
رسم توضيحي لهجوم ملك النرويج اولاف الثاني على الجسر عام 1894

تربط إحدى الفرضيات موضوع الأغنية بالتدمير المزعوم لجسر لندن من قِبَل أولاف الثاني ملك النرويج عام 1014 (أو 1009). تتضمن ترجمة القرن 19 للملحمة النرويجية الاسكندنافية "Heimskringla"،التي نشرها Samuel Laing عام 1844 مقطع من تأليف Óttarr svarti والتي تشبه لحد كبير أغنية الأطفال:
London Bridge is broken down
Gold is won, and bright renown
Shields resounding
War-horns sounding
Hild is shouting in the din
Arrows singing
Mail-coats ringing
!Odin makes our Olaf win
و مع ذلك توضح الترجمات الحديثة أن Laing كان يستخدم أغنية الأطفال كنموذج لترجمته الحرة، وأن الإشارة لجسر لندن لا تظهر في المقطع الأول، كما انه من غير المرجح ان تكون نسخة أولية/ قديمة لأغنية الأطفال. أشار بعض المؤرخين احتمالية عدم حدوث هذا الهجوم، إذ أن الوثيقة الأصلية التي توضح تفاصيل الهجوم كُتبت بعد حوالي 100 عام من الهجوم الذي يفترض أنه قد حدث في منطقة مكتظة بالسكان، مما يُضعف من درجة مصداقية الحدث، إلا ان المؤرخين يرون أن الرواية قد يكون لها اساس من الصحة ولم ينفوها كليا.

### تفسير التضحية بالأطفال
الفرضية التي تعتقد أن الأغنية تشير إلى دفن الأطفال، من المرجح أحياءً، في اساسات جسر لندن تم تقديمها أول مرة من قبل Alice Bertha Gomme في «الألعاب التقليدية في إنجلترا، سكوتلاندا وايرلندا» (1894–1898)، إلا ان هذه الفرضية ظلت موضع للتشكيك خاصة من قبل Iona and Peter Opie. لقد بُنيت الفرضية على اساس معتقد كان شائع قديما يرى أن الجسر من الممكن أن ينهار إذا لم يُدفن في أساساته جثث بشرية، حيث كان يعتقد أن تلك الجثث ستكون بمثابة حارس يحمي الجسر ويدرأ الشرور، لكن وحتى اليوم ما من دليل أثري ملموس يثبت صحة هذا الاعتقاد (أي وجود الجثث بالجسر).

### تفسير القِدم والأضرار
حتى منتصف القرن الثامن عشر كان جسر لندن القديم الوسيلة الوحيدة لعبور نهر التايمز في لندن، والذي تضرر إثر حريق كبير عام 1633، ولكن في حريق عام 1666 عمل ركام الحريق السابق على حماية الجسر ومنع اللهب من إلحاق المزيد من الضرر بالجسر وبذلك لم تتمكن النيران من إحراق الجهة الجنوبية. مع أقواس الجسر التسعة عشر تأثرت حركة المرور بالنهر، لذلك تمت إزالة الأرصفة المركزية لإنشاء نطاق ملاحة أوسع. تم الإنتهاء من التوسعة وإزالة بعض المنازل عام 1763، إلا أن المساحة ظلت ضيقة نسبيا وتحتاج إلى إصلاحات مستمرة ومكلفة. في بداية القرن التاسع عشر تقرر استبدال الجسر ببناء جديد، والذي تم الانتهاء من بناءه وافتتاحه عام 1831، والذي أُعيد هدمه وبناءه من جديد عام 1972، والذي نُقل وأُعيد بناءه في بحيرة هافاسو سيتي بأريزونا.

### تفسير «السيدة الجميلة»
العديد من المحاولات تم تقديمها لتحديد هوية السيدة الجميلة التي ذُكرت في الأغنية:

#### مريم العذراء والدة الإله

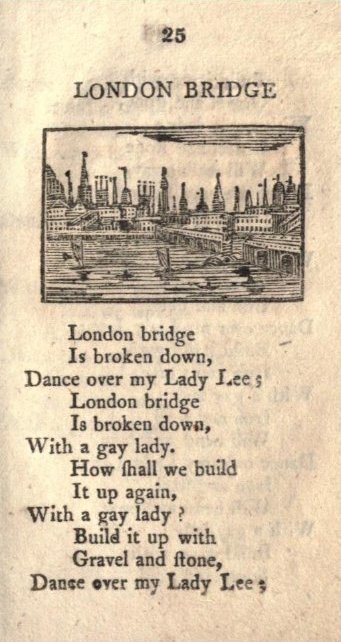
الصفحة الأولى من قصيدة بطبعة عام 1815 من كتاب الأغاني الجميلة لتومي ثومب (تقريبا 1744).

يعتقد أن أغنية الأطفال تشير إلى مريم العذراء بالسيدة الجميلة، حيث أن هجوم الفايكنج المذكور تم بتاريخ 8 ديسمبر، وهو عيد الميلاد التقليدي لمريم العذراء. قام الفايكنغ بإحراق الجسر والهجوم على المدينة ولكنهم فشلوا لأن مريم العذراء كانت تحمي المدينة.

#### ماتيلدا من اسكتلندا (تقريبا 1080–1118)
كانت زوجة هنري الأول، الذي كان مسؤولا عن بناء سلسلة من الجسور التي تضمنت طريق لندن– كولتشيسترColchester عبر نهر ليا Lea وفروعه بين Bow و Stratford ستراتفورد بين عامي 1110 و 1118.

#### إليانور من بروفانس (تقريبا 1223–91)
زوجة هنري الثالث والتي كانت وصية على عائدات الجسر من عام 1269 إلى 1281. تعرضت إليانور للهجوم حيث اُلقيت عليها الحجارة والبيض من قبل المواطنين المعارضين بينما كان قاربها يحاول المرور من تحت الجسر. كان هذا بسبب الاستياء السياسي الذي لم ينشا فقط بسبب قلة شعبية الملك هنري الثالث آن ذاك، وإنما أيضا بسبب هجوم ابنه الملك ادورد الأول على الهيكل.

#### احد افراد عائلة Leigh
هم عائلة عريقة من Stoneleigh Park في Warwickshire. هنالك قصة تخص تلك العائلة مفادها أن أُضحية بشرية موجودة تحت المبنى.

#### نهر ليا
هو أحد روافد نهر التايمز والذي بُني عليه جسر لندن المذكور بالأغنية.

## الإرث الثقافي
منذ اواخر القرن التاسع عشر كانت الأغنية واحدة من أكثر الأغاني شهرة في المناطق التي تتحدث الإنجليزية حول العالم، كما استُخدمت في الإشارة إلى كل من الأدب والثقافة الشعبية، على سبيل المثال في الجزء الأخير من كتاب الأرض اليباب عام 1922 للكاتب ت. س. إليوت. يُعتقد أيضا أن المقطع الأخير قد يكون هو مصدر الإلهام لعنوان المسرحية الموسيقية My Fair Lady عام 1956. أغنية جوقة Brenda Lee المسماة My Whole World is Falling Down مبنية بشكل طفيف على أغنية "London Bridge is Falling Down"، كما يُستخدم اللحن القديم للاغنية عادة من قبل مشجعين كرة القدم الإنجليزية كأساس في الهتافات.